# دهستان روئیدر
دهستان رویدر واقع در بخش رویدر از توابع شهرستان خمیر استان هرمزگان در جنوب ایران است.
بر اساس اطلاعات موجود در مرکز آمار ایران در ۳۷ دقیقه طول شرقی، و ۲۷ درجه و ۱۵ دقیقه عرض شمالی از نصف‌النهار مبدأ واقع شده‌است. ارتفاع متوسط این دهستان از سطح دریا ۴۰۰ متر است، و مساحت آن آن بالغ بر ۱۲۵۰۰ کیلومتر مربع است. دهستان روئیدر در ۱۲۰ کیلومتری شمال شرقی شهرستان بستک واقع شده‌است.

## جمعیت
جمعیت دهستان روئیدر طبق سرشماری عمومی نفوس و مسکن در سال ۱۳۸۵، برابر با ۸۸۰۱ نفر بوده‌است، دارای تأسیسات زیر است: دبستان پسرانه، دبستان دخترانه، مدرسه راهنمائی، دبیرستان، مخابرات، درمانگاه، دفتر پست، آب لوله‌کشی، برق، ۵ باب آب انبار برکه و۳ باب مسجد.
رودخانه روئیدر که از کوه شو (کوه شب) روستای بَنُو سرچشمه می‌گیرد از وسط محله روئیدر که عبور کرده مزرعه روستاهای روئیدر، کروئیه، نیکان و رودبار را آبیاری می‌نماید. تعداد ۲۵۰۰۰ اصله نخل آبی و ۵۰۰۰ بته درخت مرکبات لیمو ترش، پرتقال و نارنگی در حال بهره‌برداری است. ۲۰۰۰ من (۸۰۰۰ کیلو) زمین دیم کارش در بیرون از روستا است. خود روئیدر چون در «دره ای» قرار گرفته زمینش خیلی محدود و کم است.
خرمای خواصوئی و خنیزی روئیدر معروف برای فروش به سایر بخش‌ها صادر می‌شود. همچنان مرکباتش حصیر رنگی زیبائی بافته می‌شود.
جاده اش شوسه‌است.

## وضعیت توپوگرافی
توپوگرافی روئیدر در منطقه ناهمگون از ناهمواری واقع است. بدین معنی که قسمت‌های در غربی، شمالی و شرقی آن به‌طور پیوسته با ارتفاعاتی مثل «کوه شب» (شو)، «کوه گچ»، «کردسیاه»، «بیضی کوه»، ارتفاعات گیشو (مارو)، احاطه شده ولی قسمت‌های داخلی و جنوبی آن هموار بوده و به نواحی پست جلگه‌ای منتهی می‌گردد.
مرتفع‌ترین نقطه قلهٔ (کوه شب) شو، ۲۳۰۵ متر می‌باشد که در منتهی الیه شمال غربی واقع شده‌است، و چون سدی این منطقه را از نواحی پست هرمود و زاد محمود از توابع لار جدا می‌سازد. پست‌ترین نقطهٔ روستا با ارتفاع ۱۵۰ متر از سطح دریا مربوط به بخش‌های مرکزی و حاشیهٔ
رودخانه رویدر می‌باشد.
شیب عمومی منطقه از شمال به جنوب بوده و هرچه به سمت ساحل خلیج فارس برویم از میزان ارتفاع آن کاسته می‌شود در یک حالت کلی می‌توان عنوان نمود که بخش اعظم اراضی رویدر را ارتفاعات کمتر از ۱۰۰۰ متر تشکیل می‌دهند و ارتفاعات نسبتاً بلند بیشتر در غرب و شمال دیده می‌شود.
سایر بلندی‌ها را عمدتاً تپه ماهورها به هم پیوسته و یک سری دیواره‌های پرهّ مانند پُرشیب یا عمودی که به گویش محلی به آن‌ها (پَر) و (رخَ) می‌گویند و دارای ارتفاع بین ۵۰۰ تا ۷۰۰ متر است تشکیل می‌دهد.
در سمت جنوب غربی روئیدر در ارتفاع حدود ۲۰۰ متری صحرایی است به نام «پشتخه‌مزه» زمین دیم کار روئیدر است حدود ۱۰۰۰ من (۴۰۰۰ کیلو) زمین دارد. بعد از عبور از پشتخه‌مزه روستای گوین است. رودخانه رویدر از کنار روستا می‌گذرد.

## جدا شدن از بخش بستک
روئیدر تا سال ۱۳۶۴ خورشیدی از توابع شهرستان بستک بوده و در سال ۱۳۶۴ این بخش که شامل روستاهای گسترده‌ای است از شهر بستک جدا شده و به شهرستان خمیر پیوند دادند.